# Multumbo
Multumbo is een geslacht van hooiwagens uit de familie Gonyleptidae.
De wetenschappelijke naam Multumbo is voor het eerst geldig gepubliceerd door Roewer in 1927. 

## Soorten
Multumbo is monotypisch en omvat slechts de volgende soort:
- Multumbo terrenus